# Rõuge
Pour les articles homonymes, voir Rõuge (homonymie).
Rõuge est un petit bourg de la commune de Rõuge, situé dans le comté de Võru en Estonie. Le 1er janvier 2019, la population s'élevait à 188 habitants. 